# Curtiss F6C Hawk
Curtiss F6C Hawk byl americký dvouplošný stíhací letoun. Vyrobeno bylo 9 prototypů (A6968-6972, 6975-6976). Byl vyvinut z letounu Curtiss P-1 Hawk. Z devíti objednaných strojů byly poslední čtyři dokončeny jako F6C-2, A6970 a A6972 byly upraveny na F6C-3 a A6968 byl upraven na prototyp F6C-4.
Letoun přispěl k vývoji taktiky střemhlavého bombardování. Vzlétal z palub letadlových lodí USS Langley (CV-1) a USS Lexington (CV-2).
F6C byl posledním letadlem námořnictva, které využívalo kapalinou chlazené motory. Pozdější verze tohoto letounu obdržely místo řadového motoru motory hvězdicové.
Dochovaly se minimálně dva letouny. Jeden F6C-1 je součástí sbírek Národního muzea námořního letectví v Pensacole. Další letoun ve verzi F6C-4 je vystaven v leteckém muzeum v Pimě.

## Varianty
F6C-1
označením výrobce Model 34C, prakticky identický s typovou řadou P-1 Hawk užívanou USAAC.
F6C-2 (Model 34D)
zesílený podvozek a konstrukce trupu pro operace z  letadlových lodí, vybavený aretačními háky.
F6C-3 (Model 34E)
upravená verze F6C-2.
XF6C-4
prototyp F6C-1 s instalovaným hvězdicovým motorem Pratt & Whitney R-1340 Wasp.
F6C-4 (Model 34H)
produkční verze XF6C-4.
XF6C-5
prototyp F6C-1 s motorem Pratt & Whitney R-1690 Hornet o výkonu 525 k (391 kW).
F6C-6
F6C1 upravený na závodní, s chladičem umístěným uvnitř trupu.
XF6C-6
F6C-6, který v roce 1930 vyhrál Curtiss Marine Trophy, přestavěný na vzpěrový hornoplošník s křídelními povrchovými chladiči; po dosažení nejrychlejšího kola v závodě Thompson Trophy v roce 1930 XF6C-6 havaroval, když jeho pilota přemohly výpary.
XF6C-7
létající zkušebna pro experimentální vzduchem chlazený invertní motor Ranger SGV-770C-1.

## Specifikace

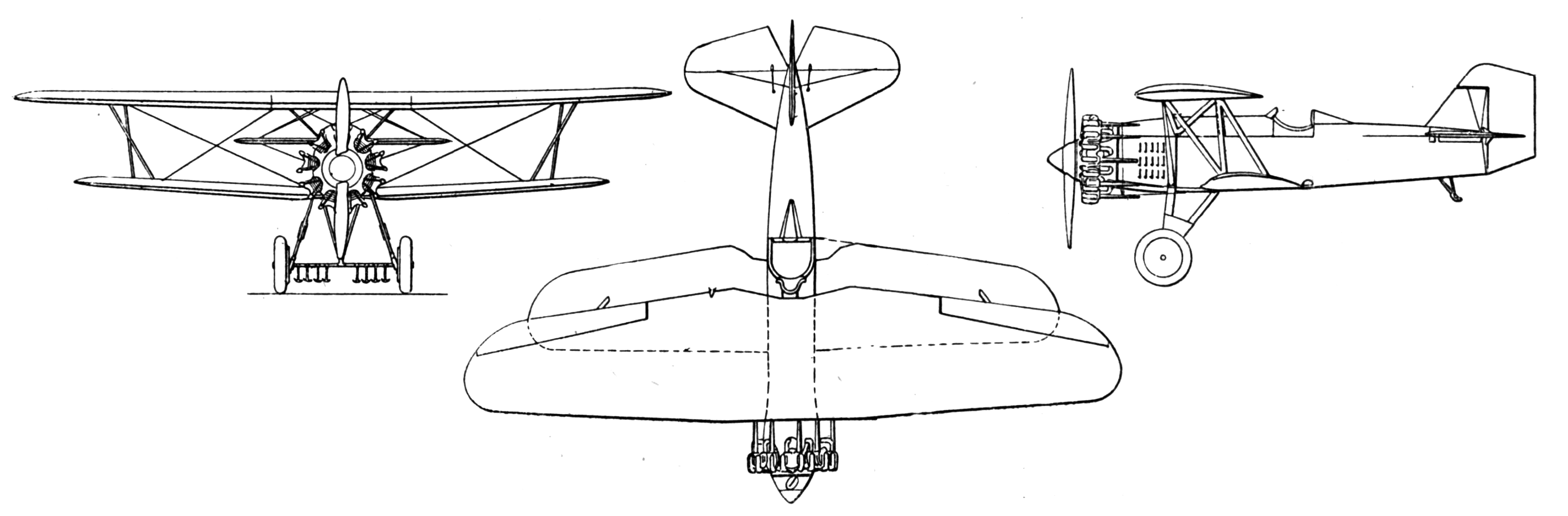
Třípohledový nákres verze F6C-4

### Technické údaje
- Osádka: 1
- Rozpětí: 9,60/7,92 m
- Délka: 6,906 m
- Výška: 2,8 m
- Nosná plocha: 23,41 m²
- Hmotnost prázdného letounu: 934 kg
- Hmotnost vzletová: 1271 kg
- Pohonná jednotka: 1× dvanáctiválcový vidlicový motor Curtiss D-12 o výkonu 298 kW
- Objem vnitřních palivových nádrží: 378,5 l

### Výkony
- Nejvyšší rychlost: 263 km/h
- Dostup: 6614 m
- Dolet: 616 km

### Výzbroj
- 2 × 7,62mm kulomet Browning
- max. 2 × letecká puma do váhy 100 kg